# أبكوة علي أباد
أبكوة علي أباد أو هند أباد هي قرية في مقاطعة كاشمر، إيران. عدد سكان هذه القرية هو 16 في سنة 2006.